# Киселёв, Анатолий Иванович (композитор)
Анато́лий Ива́нович Киселёв (18 февраля 1948 года, Москва – 16 апреля 2020 года) — советский и российский композитор, аранжировщик, музыкант, член Правления Союза московских композиторов, секретарь Союза композиторов России, Заслуженный деятель искусств Российской Федерации (2002)

## Биография
Родился 18 февраля 1948 в Москве.
В 1970 году закончил Московскую консерваторию, где его педагогами были А. Свешников, А. Шнитке, А. Флярковский. В 1974 году пришёл работать в вокально-инструментальный ансамбль «Добры молодцы» в качестве клавишника и аранжировщика, но уже через год возглавил этот ансамбль как художественный руководитель и оставался им до 1988 года. Анатолий Киселёв — автор симфонической, камерной, инструментальной, вокально-хоровой музыки, музыки для театра и кино. Например, в мультфильмах «Домовые, или Сон в зимнюю ночь» и «32 декабря» его песни исполнял Павел Смеян. Позднее Анатолий Иванович начал писать хоровые произведения в православных традициях. В 2007 году по благословению Святейшего Патриарха Московского и всея Руси Алексия II написал Гимн православных народов. В 2003 году стал лауреатом Первого Всероссийского конкурса духовной музыки, а в 2006 году был удостоен Российской премии «Национальное достояние».
Ушёл из жизни 16 апреля 2020.

## Фильмография

### Музыка к мультфильмам
- 1987 — «Домовые, или Сон в зимнюю ночь»
- 1988 — «32 декабря»
- 1989 — «Здесь могут водиться тигры»
- 1989 — «Криминал»
- 1990 — «Кто там?»
- 1990—1993 — все мультфильмы цикла «ВертепЪ» — «Сладкая репа», «Николай Угодник и охотники», «Гостья», «Бабья работа», «Простой мужик», «Два жулика», «Родня»
- 1990 — «Этого не может быть»
- 1995 — «Приключения Мюнхгаузена. Волк в упряжке»

### Музыка к телефильмам
- 1987 — Сын (реж. Николай Субботин)

- 1996 — Артельные мужички (реж. Андрей Судиловский)

## Известные песни
- «Ну, почему?» (слова Михаила Каневского) исполняют Павел Смеян и ансамбль «Добры молодцы»;
- «Капля за каплей» (слова Михаила Каневского) исполняют Павел Смеян и ансамбль «Добры молодцы»;
- «Поезд двадцатого века» (слова Леонида Дербенёва) исполняют Павел Смеян и Любовь Привина;
- «Белка в колесе» (слова Леонида Дербенёва и Игоря Шаферана) исполняет Павел Смеян.